# خوان کایاسو
خوان کایاسو (اسپانیایی: Juan Cayasso‎؛ زادهٔ ۲۴ ژوئن ۱۹۶۱) بازیکن و مربی فوتبال اهل کاستاریکا بود.
از باشگاه‌هایی که در آن بازی کرده‌است می‌توان به باشگاه فوتبال دپورتیوو ساپریسا و باشگاه فوتبال لیگا دپورتیوا آلاخولنسه اشاره کرد.
وی همچنین در تیم ملی فوتبال کاستاریکا بازی کرده‌است.